# 나전역
나전역(Najeon station, 羅田驛)은 강원특별자치도 정선군 북평면 북평리에 위치한 정선선의 철도역이다. 역명과는 달리 나전리에 위치하지 않는다.
2011년 10월 4일까지 하루 2회 또는 4회의 무궁화호 열차가 운행 중에 있었으나 익일인 10월 5일 열차운행시간표 개정으로 인해 무정차 통과 했으며 2015년 1월 22일 A-Train 운행으로 여객열차 정차가 재개되었다.

## 연혁
- 1969년 4월 21일 : 역사 신축 착공
- 1969년 7월 28일 : 역사 신축 준공
- 1969년 10월 15일 : 보통역으로 영업을 개시[1]
- 1987년 2월 20일 : 무연탄화물(수입무연탄한)도착취급역 지정[2]
- 1992년 6월 10일 : 소화물 취급 중지[3]
- 1993년 7월 1일 : 무배치 간이역으로 격하[4]
- 2011년 10월 5일 : 여객 취급 중지
- 2015년 1월 22일 : 여객 취급 재개
- 2016년 7월 1일 : 여객 취급 재 중지
- 2017년 3월 8일 : 여객 취급 재개

### 승강장
| ↑정선     |
|           |
| 아우라지↓ |

| 승강장 | 정선선 | A-train | 아우라지·청량리 방면 |

공원 옆에 작은 단선 승강장이 있다.

## 기타
- 1992년에는 영화 우리들의 일그러진 영웅의 철도역 촬영지로 잘 알려져있다.
- 역사 외부는 2004년부터 2012년 이전까지 성신여자대학교 미대 학생들이 그린 벽화로 꾸며져 있었다.
- 이 역은 가수 서태지가 2008년 출연한 휴대폰 광고의 촬영지로 알려져있다.
- 2012년에는 밴드 브로콜리 너마저가 보편적인 노래의 뮤직비디오를 이곳에서 촬영하였다.
- 《뽕숭아학당》 촬영지로 알려져있다.

## 사진

역사 (광장쪽)
역사 (선로쪽)
승강장

## 인접한 역
| 정선선           | 정선선         | 정선선        |
| ---------------- | -------------- | ------------- |
| 정선 청량리 방면 | 정선아리랑열차 | 아우라지 방면 |